# EyeToy
L'EyeToy est une caméra destinée à la console de jeu PlayStation 2, commercialisée par Sony en 2003 et utilisée dans les jeux comme mode de contrôle via la reconnaissance de mouvement. Elle est principalement fabriquée par Logitech, même si de nouvelles versions sont développées par Nam Tai. Elle est utilisée dans certains jeux comme EyeToy: Play, EyeToy: Groove, EyeToy: Kinetic ou Sega Superstars. Elle peut aussi être utilisée comme webcam sur un ordinateur grâce à sa connectique USB et les pilotes appropriés.

## Histoire
Le concept de l'EyeToy est dû au docteur[réf. nécessaire] Richard Marks qui a eu l'idée de connecter sa webcam à une PlayStation 2 et de l'utiliser pour jouer à certains jeux.
Un modèle destiné à la PlayStation 3, le PlayStation Eye, est sorti en 2007.

## Jeux
Liste des jeux spécialement étudiés pour fonctionner avec l'EyeToy :
2003
- EyeToy: Play
- EyeToy: Groove

2004
- EyeToy: Antigrav
- Sega Superstars
- U Move Super Sports
- EyeToy: Chat
- EyeToy: Play 2 (en)
- Disney Move
- Nicktoons Movin'

2005
- EyeToy: Monkey Mania
- EyeToy: Kinetic
- EyeToy: EduKids
- EyeToy: Play 3
- EyeToy: Spytoy

2006
- EyeToy: Play Sports
- Rhythmic Star